# Canale di Pirro
Il Canale di Pirro è una delle più importanti doline presenti in Terra di Bari. Il suo lungo solco, che si estende per circa 12 chilometri raggiungendo una profondità anche di 100 metri dalle cime dei colli soprastanti, tocca le città di Fasano, Castellana Grotte, Locorotondo, Alberobello, Putignano, Monopoli.

## Dimensioni e caratteristiche morfologiche
I versanti che delimitano il Canale di Pirro presentano caratteristiche molto differenti: quello settentrionale, in cima al quale si trova per qualche chilometro la Selva di Fasano, è abbastanza ripido e con andamento rettilineo (troviamo monte Sale con la sua altezza di 437 m s.l.m.); quello meridionale, attraversato da un troncone principale dell'Acquedotto Pugliese, è invece più sinuoso e modellato più dolcemente. Il dislivello esistente tra il fondo del Canale e i pianori soprastanti è compreso tra i 75 e i 100 metri. Il fondo del Canale segue un andamento Ovest - Est che però, all'altezza mediana, viene interrotto da una soglia in contropendenza che divide il Canale in una parte occidentale, in cui l'altezza del fondo è di circa 300 m sul livello del mare e una parte orientale in cui invece essa si abbassa a 275 m, per poi raggiungere un minimo di 269 m sul livello del mare. L'intero Canale di Pirro è compreso nell'isoipsa di 375 metri. Il 27 settembre 2012, gli speleologi del GASP! (Gruppo Archeologico Speleologico Pugliese) hanno disostruito un vecchio e noto inghiottitoio scoprendo una profonda grotta attiva di almeno 324 metri, dei quali gli ultimi 60 metri si trovano sott'acqua. La grotta (Grotta Rotolo o Abisso Donato Boscia) è lunga più di un chilometro e si sviluppa nel sottosuolo dei territori comunali di Monopoli (dove è stato praticato il primo foro per accedervi), Alberobello e Fasano. 

## Etimologia
In due pergamene dell'XI secolo il Canale di Pirro è chiamato "Canale delle Pile", probabilmente per la presenza di numerose cisterne, denominate appunto "pile", presenti nell'area, utilizzate per la raccolta e la conservazione delle acque piovane che qui confluivano dai fianchi delle colline, in genere con bocche circolari costituite da pietre lavorate. La denominazione odierna, dunque, sarebbe una deformazione linguistica del toponimo originario. Nelle campagne pugliesi, soprattutto nelle depressioni, è anche possibile osservare la presenza della foggia, cioè una enorme fossa interrata rivestita in pietra e impermeabilizzata, con funzione di cisterna di raccolta. In essa è convogliata l‟acqua piovana di scorrimento superficiale attraverso la presenza di un sistema di rudimentali canalizzazioni. L'unica pira ancora visibile è presente nell'agro di Castellana Grotte, all'interno di una valle carsica.

## Leggende popolari
La storia associa il nome della valle al passaggio del re Pirro in Puglia attraverso questi territori.  In realtà il suo deriva proprio dalle pile, dette localmente “pire”, tipiche costruzioni circolari in pietra, non più alte di due metri, che caratterizzavano anticamente queste campagne. Le pire venivano utilizzate come raccoglitori finali delle acque piovane convogliate da un complesso sistema di canalizzazioni che ridistribuivano uniformemente le precipitazioni sul versante della valle interessato. L'unica pira ancora esistente e funzionante è situata in Masseria Torricella. La struttura originale è stata realizzata nel 600, probabilmente dai Conventuali di Castellana, i quali avevano costruito anche il complesso di edifici che originariamente costituivano il convento, attualmente trasformato in un agriturismo. A partire dalla sommità della valle sono ancora presenti dei canali a forma di imbuto per la raccolta di acque piovane. Le acque vengono poi convogliate all'interno di un complesso reticolo di canali lungo tutto il lato della valle; esse, spinte dalla forza di gravità, attraversano un percorso quasi obbligato in cui la semipermeabilità della canalizzazione artificiale consente un efficace drenaggio, senza causare allagamenti nelle depressioni e ridistribuendo uniformemente l‟acqua su tutte le superfici.  Più a valle i canali, inizialmente in pietra, sono solo scavati nel terreno dove si sono insediate delle piante naturali idrofile a mantenerne gli argini, evitandone il collasso. Infine, i canali drenano l'acqua nelle pire, che diventano vere e proprie cisterne per la sua conservazione. Quando anche le pire diventano troppo piene, attraverso un sistema di canalizzazione secondario, le acque defluiscono direttamente in un inghiottitoio di origine carsica.
Oltre a quella sul Re Pirro, a questa valle è collegata anche un'altra leggenda, quella dei primi trulli. Secondo pergamene depositate negli archivi storici risalenti al Regno di Napoli, il primo trullo sarebbe stato censito proprio in questa vallata e più precisamente nella frazione di Fasano di Cocolicchio. Un pastore, non originario della zona, che abitava in un casale o in una Masseria, decise di formare famiglia con la sua futura sposa e di costruire un'abitazione al di fuori delle mura del Casale, in un appezzamento di proprietà del massaro (proprietario della masseria). Il pastore chiese ed ottenne un permesso provvisorio per costruire la propria abitazione. Per far sì che tale abitazione potesse essere eliminata, nel caso in cui il permesso venisse revocato, il pastore realizzò con la pietra che trovava nei campi adiacenti, una costruzione a secco (senza calce o collanti) a forma di cono, in modo tale che, togliendo la pietra che faceva da incastro potesse crollare tutto. Così sarebbe nato il primo trullo.